# 7月17日革命
7月17日革命（7がつ17にちかくめい、英語: 17 July Revolution）は、1968年7月17日にイラクでバアス党のアフマド・ハサン・アル＝バクル司令官らが主導した、アブドッラフマーン・アーリフ政権に対する無血クーデターである。このクーデターによってアラブ社会主義バアス党が政権を奪取した。クーデター後、首謀者のアフマド・ハサン・アル＝バクルは大統領に就任した。後に大統領職を継承するサッダーム・フセインや、反体制派に加わることになるサーラフ・オマル・アル＝アリらもクーデターに参加していた。
バクルらのバアス党は、1963年2月のラマダーン革命によって、アブドッラフマーン・アーリフの弟アブドッサラームと共に一旦は政権を取っていた。しかし、直後に対立が起き、同年の1963年11月イラククーデター以降、アーリフ兄弟によってバアス党は政権から追放されていた。
1968年7月17日、アブドッラフマーン・アーリフ大統領がまだ就寝している時間帯に、クーデターは決行された。バクルらバアス党はバグダードのラジオ局と国防省を占拠した上で、クーデター成功を宣言した。次期国防大臣ハーダン・ アル・ティクリーティがアーリフ大統領に電話をかけ、大統領職辞任を迫った。アーリフは反撃できる余地はないと悟り、辞任に応じた。安全を保障された上で空港に送られ、トルコに亡命した。
このクーデターは第2次バアス党政権のはじまりであり、1979年にフセイン大統領に引き継がれて、2003年のアメリカ合衆国軍とイギリス軍によるイラク侵攻(イラク戦争)まで続いた。2003年にフセイン大統領が中心なっていたバアス党政権は崩壊し、多国籍軍による軍事占領下に置かれた。
なお、7月17日革命は、7月14日革命と混同しないように注意が必要である。どちらもイラクで起きたクーデターだが、7月14日革命のほうはこのクーデターの10年前に当たる1958年に発生したクーデターで、エジプト・ナセル大統領の汎アラブ主義の影響を受けた自由将校団が中心となってハーシム王政を崩壊させた。1958年の7月14日革命においては、アフマド・ハサン・アル＝バクルもアブドッラフマーン・アーリフも共にクーデター勢力側に加わっていた。